# Pietro Carrera
Pietro Carrera (1573–1647) foi um padre, escritor e enxadrista italiano. Em seu livro Il Gioco degli Scacchi (1617), escreveu sobre as origens do jogo de xadrez, estudos de finais e o xadrez às cegas.
Carrera é o criador uma variante do xadrez em um tabuleiro de oito por dez casas, o Xadrez de Carrera, considerado o predecessor do Xadrez de Capablanca.